# Смирнов, Андрей Сергеевич
Андре́й Серге́евич Смирно́в (род. 12 марта 1941, Москва, РСФСР, СССР) — советский и российский актёр театра и кино, кинорежиссёр, сценарист и драматург. Народный артист Российской Федерации (2003).

## Биография
Андрей Смирнов родился 12 марта 1941 года в Москве. Сын писателя Сергея Сергеевича Смирнова. Мать — Виргиния (Вергинэ) Генриховна Смирнова, еврейка по отцу и армянка по матери.
В 1962 году окончил режиссёрский факультет ВГИКа (мастерская Михаила Ромма).
В 1971 году снял фильм «Белорусский вокзал», который был удостоен Главной премии на I Фестивале современной кинематографии в Карловых Варах в 1971 году.
В 1974 году снял мелодраму «Осень» по собственному сценарию, в 1979 году — производственную драму о жилищном строительстве в СССР «Верой и правдой». После выхода этого фильма Андрей Смирнов оставил режиссуру более чем на 30 лет, объясняя это решение несогласием с цензурой в СССР.
"Ещё в самом начале своей творческой биографии, после вольной экранизации малоизвестного рассказа Юрия Олеши «Ангел», я крепко получил по башке, и тогдашний министр культуры (Екатерина Фурцева) мне без обиняков пообещала: «Мы тебе поможем сменить профессию.»
«Всё это время я не сидел без дела. Я снимался как артист. Ставил в театре как режиссёр — в Москве, в Париже. Написал пьесу, которую играли тогда, театров двадцать пять по России всё-таки набралось. А главным образом — писал. Писал сценарии, статьи, пьесы (остались кое-какие недописанные). Это некий „бухгалтерский отчёт“ о том, что я делал 50 лет.»
С 1988 года по 1990 год — первый секретарь правления Союза кинематографистов СССР.
За исполнение роли писателя Ивана Бунина в фильме «Дневник его жены» удостоен нескольких кинопремий:
- Приз жюри имени В. Фрида — VI Международный Правозащитный Кинофестиваль «Сталкер» (2000 год)[6]
- Приз «за лучшую мужскую роль» — Минский международный кинофестиваль «Лістапад» (2000 год)
- Приз «за лучшую мужскую роль» — Национальная премия Российской Академии кинематографических искусств «Ника» (2000 год)
- Приз «за лучшую мужскую роль» — 7-й Гатчинский кинофестиваль «Литература и кино» (2001 год).

В 2003 году на фоне выборов в Государственную думу принимал участие в ток-шоу «К барьеру!» в качестве помощника Анатолия Чубайса, представителя «Союза правых сил», в его дебатах с лидером партии «Родина» Дмитрием Рогозиным.
В 2005 году был избран председателем жюри XV МКФ «Послание к Человеку».
Заметную для мирового кинематографа и психологически сложную роль в 2011 году 70-летний Смирнов сыграл в социальной драме Андрея Звягинцева «Елена». Ни один из множества просмотренных этого возраста кандидатов на главного персонажа не удовлетворял режиссёра Звягинцева, который видел в их лицах потухший взгляд и тяжёлую обречённость, а нужен был «человек-солнце, сама жизнь». Именно таким оказался Андрей Смирнов, душевная энергия и жизнелюбие которого привлекли создателей фильма. «Смирнов очень живой, широко образованный человек, умница, легко говорит на французском и английском языках, внутренне пластичен… Для меня он был камертоном, он определял градус актёрского существования в кадре, словно бы настраивал своих коллег», — отозвался об участии Смирнова в съёмках режиссёр Звягинцев. Картина была показана в 45 странах, а в декабре 2019 года, единственная из России, вошла в список 50 лучших мировых фильмов второго десятилетия XXI века, составленный американским журналом Rolling Stone.
Вернувшись в кинорежиссуру после тридцатилетнего перерыва, Смирнов снял по своему сценарию фильм «Жила-была одна баба». Картина была показана на закрытии XIX кинофестиваля в Выборге «Окно в Европу», прошедшего в августе 2011 года, и удостоена «Приза президента фестиваля». Также фильм был представлен в конкурсной программе 35-го Фестиваля мирового кино в Монреале, прошедшего в августе 2011 года. Режиссёром Ириной Бессарабовой создан документальный фильм «Под говор пьяных мужичков» (название — строка из стихотворения М. Ю. Лермонтова «Родина», 1841), который рассказывает о судьбе Смирнова и съёмках картины «Жила-была одна баба».
В июне 2011 года на церемонии открытия XXII открытого российского кинофестиваля «Кинотавр» Смирнову вручён приз «За Честь и Достоинство».
На XXV юбилейной церемонии Национальной кинопремии «Ника» (за 2011 год) Андрею Смирнову вручён приз за фильм «Жила-была одна баба» в номинации «Лучшая сценарная работа», а его кинокартина признана «Лучшим игровым фильмом».
В 2013 году вместе с сыном Алексеем принял участие в документальном сериале «Династия» (реж. А. Пищулин), выступая в роли рассказчика.
В декабре 2000 года был среди деятелей культуры, осудивших возвращение к советскому гимну на музыку Александрова. В марте 2014 года подписал письмо КиноСоюза против развёрнутой «антиукраинской кампании» в России и возможной интервенции российских войск на Украину, а также подписал обращение против политики российской власти в Крыму. Считает, что «пока мы окончательно не сведём счёты с советским прошлым, оно будет возвращаться». В сентябре 2020 года подписал письмо в поддержку протестных акций в Белоруссии. Подписал открытое письмо КиноСоюза против военного вторжения в Украину.
А. С. Смирнов — член региональной общественной организации российских кинематографистов КиноСоюз.

### Семья
Отец — Сергей Сергеевич Смирнов (1915—1976), русский и советский писатель (написал роман «Брестская крепость»), историк, радио- и телеведущий, общественный деятель, лауреат Ленинской премии. В 1965—1976 годах проживал в доме № 74 на проспекте Мира в Москве. Похоронен в Москве на Новодевичьем кладбище (участок № 9).
Мать — Виргиния (Вергинэ) Генриховна Смирнова (1915—2011), пианистка, имела еврейские (по отцу) и армянские (по матери) корни. Похоронена рядом с мужем в Москве на Новодевичьем кладбище (участок № 9).
Бабушка (по материнской линии) — Алла Степановна Тер-Епифанян
Прадед (по материнской линии) — Степан Тер-Епифанян, армянский купец из Екатеринодара.
Брат — Константин Сергеевич Смирнов (род. 1952), советский и российский журналист, сценарист, телеведущий, продюсер.
- Племянник — Сергей Константинович Смирнов (род. 1977), банкир.

- Племянница — Елизавета Константиновна Смирнова (род. 1998), искусствовед, специалист по связям с общественностью. В 2019 окончила факультет истории искусств НИУ ВШЭ.

Первая жена (до 1975 года) — Наталья Владимировна Рудная (род. 1942), актриса театра и кино.
- Дочь — Авдотья (Дуня) Андреевна Смирнова (род. 1969), российский сценарист, кинорежиссёр, телеведущая, литературный критик. Первый брак (с 1989 по 1996) с искусствоведом Аркадием Викторовичем Ипполитовым (1958—2023), с 2012 года замужем за политическим и хозяйственным деятелем Анатолием Борисовичем Чубайсом (род. 1955)[21]
  - Внук — Данила Аркадьевич Ипполитов (род.1990), бывший футболист (чемпион мира по пляжному футболу 2012 года), кинопродюсер.[22]
- Дочь — Александра Андреевна Смирнова (род. 1972), проживает в Лондоне.

Вторая жена — Елена Иосифовна Прудникова-Смирнова (род. 1949), советская и российская актриса театра и кино, кинопродюсер. Заслуженная артистка России.
- Дочь — Аглая Андреевна Смирнова (род. 1980), продюсер, актриса.
- Сын — Алексей Андреевич Смирнов (род. 1991), режиссёр.

## Творчество

### Театр
- 1994 — «Ужин» Жана-Клода Брисвиля[фр.] (Московский театр-студия п/р Олега Табакова)
- 1997 — «Месяц в деревне» (Комеди Франсез).

### Фильмография
- «Ночи Кабирии»
- «Смерть в Венеции»
- «Золотая лихорадка»
- «Андрей Рублёв»
- «Дилижанс»
- «Гражданин Кейн»
- «Крёстный отец»
- «Криминальное чтиво»
- «Летят журавли»
- «На последнем дыхании»

#### Актёр
- 1961 — Девять дней одного года — один из физиков института
- 1965 — Звонят, откройте дверь — жилец квартиры, куда по ошибке попала Таня
- 1981 — Северная радуга — генерал Красовский
- 1984 — Идущий следом — Портнов
- 1986 — Красная стрела — Карандин
- 1986 — Мой любимый клоун — врач
- 1990 — Чернов/Chernov — Александр Петрович Чернов \ Пьер Ч
- 1993 — Мечты идиота — Корейко
- 1993 — Плащ Казановы — Дафнис
- 1996 — Мания Жизели — Жорж Браун
- 2000 — Дневник его жены — Иван Бунин
- 2002 — Дневник убийцы — Иван Алексеевич Ильин
- 2003 — Идиот — Тоцкий
- 2003 — Инструктор — Ольшанский
- 2008 — Тяжёлый песок — Иван Карлович Краузе
- 2004 — Московская сага — Леонид Пулково
- 2004 — Медная бабушка — барон Дантес
- 2005 — В круге первом — Бобынин
- 2003 — Персона нон грата — секретарь замминистра иностранных дел России
- 2005 — Господа присяжные — Александр II
- 2006 — Из пламя и света — жандармский генерал
- 2008 — Апостол — Аркадий Андреевич Истомин, отец Петра и Павла
- 2008 — Отцы и дети — Павел Петрович Кирсанов
- 2009 — Оптический обман
- 2011 — Елена — Владимир
- 2011 — Два дня — министр экономического развития
- 2013 — Оттепель — Сергей Викторович Хрусталёв, отец Виктора
- 2013 — Династия. Семейная история, рассказанная за ночь — ведущий в фильме
- 2013 — Чёрные кошки — дед Варрава, вор в законе
- 2017—2018 — Икра (сериал) — Матвей Петрович Орлов
- 2017 — Как Витька Чеснок вёз Лёху Штыря в дом инвалидов — Платон
- 2017 — Оптимисты — Георгий Михайлович
- 2017 — Частица вселенной — Алексей Максимович Нестеров
- 2018 — История одного назначения — Аполлон Колокольцев
- 2018—2022 — Динозавр (3 сезона) — Семён Тимофеевич Бабушкин ("Бриллиант"), старый вор-медвежатник
- 2018 — Садовое кольцо — сторож на штрафстоянке
- 2021 — Вертинский — Илья Иванович, отец Ивана Мозжухина
- 2021 — Инсомния — Иван Дмитриевич Шталь, онколог
- 2022 — Ампир V — Озирис, вампир-«раскольник»
- 2022 ― Химера ― Евгений Татаринцев («Татарин»), криминальный бизнесмен
- 2022 ― Лавстори ― режиссёр

#### Режиссёр
- 1961 — Юрка — бесштанная команда (короткометражный)
- 1962 — Эй, кто-нибудь! (короткометражный)
- 1964 — Пядь земли
- 1966 — Шуточка (короткометражный)
- 1967 — киноновелла «Ангел» в рамках киноальманаха к 50-летию Октябрьской революции «Начало неведомого века» (по рассказу Ю. Олеши)
- 1970 — Белорусский вокзал
- 1974 — Осень
- 1979 — Верой и правдой
- 2006 — Свобода по-русски (документальный)
- 2011 — Жила-была одна баба
- 2019 — Француз
- 2022 — За нас с вами

#### Сценарист
- 1962 — Эй, кто-нибудь! (короткометражный)
- 1966 — Шуточка (короткометражный)
- 1974 — Осень
- 1985 — Я сделал всё, что мог
- 1986 — Сентиментальное путешествие на картошку
- 2011 — Жила-была одна баба
- 2019 — Француз
- 2022 — За нас с вами

## Награды и звания
- Орден «За заслуги перед Отечеством» IV степени (6 марта 2011 года) — за большой вклад в развитие отечественного кинематографического искусства и многолетнюю творческую деятельность[24].
- Народный артист Российской Федерации (1 сентября 2003 года) — за большие заслуги в области искусства[25][26].
- Премия «Ника» за лучшую мужскую роль («Дневник его жены») — 2001 год.
- Премия «Ника» за лучшую сценарную работу («Жила-была одна баба») — 2012 год.
- Приз за «лучшую мужскую роль» в фильме «Чернов/Chernov» на МКФ в Карловых Варах (1990).
- Премия «Ника» 2020 —  лучший режиссёр 2019 года («Француз»). Картина также получила премию в номинации «Лучший игровой фильм 2019 года»[27].
- Сценарная премия «Слово» 2021 — специальный приз «За верность профессии»[28].
- Специальный приз XVII Международного кинофестиваля «Зеркало» за выдающийся вклад в киноискусство — 2023 год[29].
- Царскосельская художественная премия (2023)[30].